# Corimba
Corimba é um bairro angolano que pertencente ao município de Samba, na província de Luanda.